# Roberto Baccaro
Roberto Baccaro (Lendinara, 4 de octubre de 1948) es un karateca y maestro italiano de karate. Es uno de los docentes de artes marciales más laudeados e importantes de Italia.

## Trayectoria
Comenzó a estudiar Karate Shotokan en el gimnasio "Hiroshi Shirai" de Bolonia en 1967, bajo la dirección del maestro Bruno Baleotti. Más tarde, durante 10 años, asistió a las clases del Maestro Hiroshi Shirai en la sede de FESIKA (Federación Italiana de Karate Deportivo) en Via Piacenza en Milán, y aprendiendo de los mejores Maestros japoneses de karate en Europa de la JKA (Asociación Japonesa de Karate): Taiji Kase, Masatoshi Nakayama, Hidetaka Nishiyama, Keinosuke Enoeda, Mikio Yahara, Hirokazu Kanazawa y Norihiko Lida. Atleta de alto nivel, ganó varias veces el título de Campeón Italiano tanto en competiciones de Kumite, como de Kata, pasando a formar parte del Equipo Nacional 
Siempre muy abierto y atento a todo tipo de conocimientos, comenzó a estudiar Shaolinquan Kung Fu con el maestro Chang Dsu Yao. Este punto de inflexión influirá enormemente en su futura evolución marcial y le abrirá un vasto mundo en el que también entrará en contacto con estilos más suaves como el Taichí o el Chi Kung. En 1980, su intenso estudio de esta disciplina le llevó a ser convocado por la selección nacional para participar en el Campeonato Mundial de Kung Fu organizado por "Chinese Worldwide Kuoshu Promotional Association" en Honolulu (Hawái). Durante esta competición logró conquistar un muy prestigioso tercer puesto. 
Su experiencia marcial continuó ampliándose también involucrando las especialidades de Kobudo y Gōjū-ryū Karate, así como otras discilinas como la Hata Yoga (en la que llegó a ser Maestro en 1981), Shiatsu y Reiki.
En 1993 se unió a la "Federación de Artes Marciales de San Marino" (FESAM) como Director Técnico del Sector de Karate. Este vínculo profesional se ha ido consolidando con el tiempo y continúa hasta nuestros días con gran satisfacció 
Actualmente, es el Director Técnico del Gimnasio Taiji Kase de Módena, que fundó en 1969 donde difunde su método personal de enseñanza de las Artes Marciales y del Yoga, llamados respectivamente: Doky Kanku Oio y Doky Yoga. 

## Compromiso Social
De notable importancia es también su compromiso social, pues desde 1999 hasta hoy, colabora con el Departamento de Neuropsiquiatría Infantil del hospital de Módena, para enseñar Karate a niños y jóvenes con discapacidad intelectual. Los avances conseguidos por los participantes en aspectos físicos, cognitivos y emocionales han sido tan destacados que estos alumnos pudieron tomar parte en eventos de gran relevancia, como cuatro ediciones consecutivas de la Copa del Mundo IAKSA/FESAM entre 2011 y 2014; el Día Europeo del Deporte Integrado en 2015; la Copa Italiana CSEN ese mismo año; y dos Campeonatos Italianos CSEN en 2015 y 2016.
La amplia experiencia del Maestro en este campo es fuente de gran interés, tanto que fue invitado a participar, como ponente, en dos importantes congresos organizados por el Servicio Sanitario Regional de Módena (USL). El primero en 2015, sobre el tema “El deporte en el tratamiento de las discapacidades del desarrollo”, y el segundo en 2017, durante la Semana de la Salud Mental, sobre el tema: “Discapacidad y deporte. Aprendiendo a convivir a través del deporte... ¿Dónde estamos ahora?”.

## Reconocimientos.
- 1º Dan. 18 de julio de 1971
- 2º Dan. 19 de diciembre de 1971
- 3º Dan. 3 de enero de 1974
- 4º Dan. 10 de julio de 1976
- 5º Dan. 1 de febrero de 1988
- 6º Dan. 2 de junio de 1993
- 7º Dan. 2 de octubre de 2000
- 8º Dan. 27 de septiembre de 2007
- 9º Dan. 2010

En Bolonia, el 23 de marzo de 1974, con motivo de la Copa Italiana FESIKA, recibió la codiciada Copa “Kanto Sho” directamente del Maestro Hiroshi Shirai como mejor atleta de la competición.
En Serravalle (RSM) el 17 de noviembre de 2012 recibió del Presidente del Panatlón Dr. Leo Achilli, Premio Fair Play 2012 - Premio a la trayectoria, con motivo del Día Mundial del Fair Play. El servicio de la cadena de televisión de San Marino: RTV San Marino
El 17 de mayo de 2017, el periódico más leído de la ciudad, la "Gazzetta di Modena", publicó una entrevista concedida el día anterior por el Maestro, en un encarte especial dedicado a las "Excelencias" de Módena. La entrevista en el sitio web de la Gazzetta di Modena

## Enlaces
- «Intervista al Maestro Roberto Baccaro».
- «Esibizione al Campionato Mondiale IAKSA/FESAM 2011».
- «Esibizione al Campionato Europeo W.K.S.A. 1993».
- «Lezione ai Bambini 1987/88».
- «Il Maestro in occasione del Campionato Mondiale di Kung Fu 1980».
- «Esibizione di Kung Fu fine anni '70».